# 斯特靈·比尤芒
斯特靈·比尤芒（英語：Sterling Beaumon；1995年6月2日—）是一位美國演員。他從10歲就開始出演電視劇，曾出演過急診室的春天和犯罪心理等多部電視劇。

## 外部連結
- 斯特靈·比尤芒在互联网电影资料库（IMDb）上的資料（英文）
- Star Spotlight: Sterling Beaumon